# Владимир Ткачов
Владимир Александрович Ткачов (рус. Владимир Александрович Ткачёв — Дњепропетровск, 5. октобар 1993) професионални је руски хокејаш на леду који игра на позицији центра.
Члан је сениорске репрезентације Русије за коју је на међународној сцени дебитовао на светском првенству 2017. године. 
Од почетка професионалне каријере 2012. игра за екипу Ак Барса из Казања у КХЛ лиги. 